# سیارک ۴۸۵۷۵
سیارک ۴۸۵۷۵ (به انگلیسی: 48575 Hawaii، نامگذاری:1994NN) چهل و هشت هزار و پانصد و هفتاد و پنجمین سیارک کشف شده‌است که در ۴ ژوئیه ۱۹۹۴ کشف شد.